# Luizão
Luizão, bürgerlich Luiz Carlos Bombonato Goulart (* 14. November 1975 in Rubinéia, São Paulo), ist ein brasilianischer Fußballspieler.

## Karriere
Luizão begann seine Karriere 1993 beim Guarani FC. Dieser lieh ihn an Paraná Clube aus. 1994 kehrte er wieder zurück. 1995 wechselte er zu SE Palmeiras. 1997 ging er erstmals nach Europa zu Deportivo La Coruña in die Primera División, kehrte aber nach einer Spielzeit nach Brasilien zu Vasco da Gama zurück, mit denen er die Copa Libertadores gewann. 1999 ging er zu Corinthians São Paulo und gewann mit der Mannschaft die brasilianische Meisterschaft. 2000 war er der beste Torschütze der Copa Libertadores.
2002 wechselte Luizão zunächst zu Grêmio Porto Alegre und nach der Weltmeisterschaft zu Hertha BSC in die Bundesliga. Der Deutschlandaufenthalt war jedoch nicht von Erfolg geprägt und nach 26 Partien, in denen ihm nur vier Tore gelangen, verabschiedete er sich im März 2004 in Richtung Botafogo de Futebol e Regatas. Im Herbst 2004 ging er zum FC São Paulo und 2005 zu Nagoya Grampus Eight nach Japan. Anschließend kehrte er zum FC São Paulo zurück. Ab 2006 stand er bei Flamengo unter Vertrag.
Luizão spielte 16 Mal für Brasilien und erzielte dabei drei Treffer. Er stand im Kader bei der Weltmeisterschaft 2002 und wurde im Turnier zwei Mal eingesetzt. 1996 gewann er bei den Olympischen Spielen die Bronze-Medaille.

## Erfolge
Paraná Clube
- Staatsmeisterschaft von Paraná: 1993

Palmeiras
- Staatsmeisterschaft von São Paulo: 1996

Vasco da Gama
- Staatsmeisterschaft von Rio de Janeiro: 1998
- Copa Libertadores: 1998
- Torneio Rio-São Paulo: 1999

Corinthians
- Staatsmeisterschaft von São Paulo: 1999, 2001
- Brasilianischer Meister: 1999
- FIFA-Klub-Weltmeisterschaft: 2000

São Paulo
- Staatsmeisterschaft von São Paulo: 2005
- Copa Libertadores: 2005

Flamengo
- Copa do Brasil: 2006

Nationalmannschaft
- Fußball-Weltmeisterschaft 2002: Weltmeister
- 1996: Bronze-Medaille bei den Olympischen Spielen

## Auszeichnungen
- Bola de Prata Brasilianischer Silberner Ball: 1994
- Copa do Brasil (Torschützenkönig): 1996, 1998
- Torschützenkönig der 2000

| Personendaten    | Personendaten                                       |
| ---------------- | --------------------------------------------------- |
| NAME             | Luizão                                              |
| ALTERNATIVNAMEN  | Bombonato Goulart, Luiz Carlos (vollständiger Name) |
| KURZBESCHREIBUNG | brasilianischer Fußballspieler                      |
| GEBURTSDATUM     | 14. November 1975                                   |
| GEBURTSORT       | Rubinéia, Brasilien                                 |